# Neoparyphantopsis
Neoparyphantopsis is een geslacht van weekdieren uit de klasse van de Gastropoda (slakken).

## Soort
- Neoparyphantopsis crusoeana Miquel & Araya, 2015